# Dahanu
Dahanu ist eine Stadt im indischen Bundesstaat Maharashtra. Die Stadt befindet sich an der Westküsten Indiens und grenzt an das Arabische Meer.
Die Stadt ist Teil des Distrikts Palghar. Dahanu hat den Status eines Municipal Council. Die Stadt ist in 23 Wards gegliedert. Sie hatte am Stichtag der Volkszählung 2011 insgesamt 50.287 Einwohner, von denen 25.790 Männer und 24.497 Frauen waren. Hindus bilden mit einem Anteil von über 82 % die größte Gruppe der Bevölkerung in der Stadt gefolgt von Muslimen mit über 11 %. Die Alphabetisierungsrate lag 2011 bei 84,66 %.
Dahanu ist eine alte Stadt mit einer langen Geschichte. Sie wurde wahrscheinlich um 500 n. Chr. besiedelt und stand lange unter dem Einfluss der Araber, Marathen, Portugiesen und Briten.
In der Stadt befindet sich die Dahanu Thermal Power Station, die von der Adani Group betrieben wird. Die Errichtung eines Überseehafens ist geplant, wurde jedoch noch nicht verwirklicht.